# Sankt Hermenegilds orden

Ordenstecknet.

Sankt Hermenegilds orden (spanska: Real y Militar Orden de San Hermenegildo) är en orden i fyra klasser instiftad den 28 november 1814 av kung Ferdinand VII, uppkallad efter helige Hermenegild (död 585, son till visigotiske kungen Leovigild). Orden tilldelas för militära förtjänster.